# Ekinci
Ekinci, Siewca (azer. Əkinçi / اکينچي) – wydawana w latach 1875–1877 gazeta w języku azerbejdżańskim. Była to pierwsza gazeta wydawana w języku azerbejdżańskim (nazywanym ówcześnie turki). Wydawana była przez Hasana bej Zardabiego. Publikował w niej m.in. Mirza Fatali Achundow, Seyid Azim Szirwani, Nadżafbek Wazirow, Asker aga Gorani i in. Wydawanie gazety zostało wstrzymane w roku 1877 podczas wojny rosyjsko-tureckiej. „Ekinci” podejrzewane było o sympatie protureckie i propagowanie idei panturkizmu. Pomimo tego, że tytuł ten istniał tylko przez trzy lata, odegrał wielką rolę w budzeniu się azerbejdżańskiej świadomości narodowej.